# Ruillé-en-Champagne
Ruillé-en-Champagne est une commune française, située dans le département de la Sarthe en région Pays de la Loire, peuplée de 301 habitants (les Ruilléens ou Ruillacois).
La commune fait partie de la province historique du Maine, et se situe dans la Champagne mancelle.

## Géographie

### Communes limitrophes
| Saint-Symphorien    |                     | Bernay-en-Champagne |
| Chemiré-en-Charnie  | Ruillé-en-Champagne |                     |
| Épineu-le-Chevreuil |                     | Amné                |

### Climat
Pour des articles plus généraux, voir Climat des Pays de la Loire et Climat de la Sarthe.
En 2010, le climat de la commune est de type climat océanique altéré, selon une étude du CNRS s'appuyant sur une série de données couvrant la période 1971-2000. En 2020, Météo-France publie une typologie des climats de la France métropolitaine dans laquelle la commune est exposée à un climat océanique et est dans la région climatique  Moyenne vallée de la Loire, caractérisée par une bonne insolation (1 850 h/an) et un été peu pluvieux. 
Pour la période 1971-2000, la température annuelle moyenne est de 11,1 °C, avec une amplitude thermique annuelle de 14,2 °C. Le cumul annuel moyen de précipitations est de 724 mm, avec 12 jours de précipitations en janvier et 6,8 jours en juillet. Pour la période 1991-2020, la température moyenne annuelle observée sur la station météorologique de Météo-France la plus proche, sur la commune de Rouessé-Vassé à 14 km à vol d'oiseau, est de 11,7 °C et le cumul annuel moyen de précipitations est de 806,9 mm,. Pour l'avenir, les paramètres climatiques de la commune estimés pour 2050 selon différents scénarios d'émission de gaz à effet de serre sont consultables sur un site dédié publié par Météo-France en novembre 2022.

## Urbanisme

### Typologie
Au 1er janvier 2024, Ruillé-en-Champagne est catégorisée commune rurale à habitat très dispersé, selon la nouvelle grille communale de densité à sept niveaux définie par l'Insee en 2022.
Elle est située hors unité urbaine. Par ailleurs la commune fait partie de l'aire d'attraction du Mans, dont elle est une commune de la couronne,. Cette aire, qui regroupe 144 communes, est catégorisée dans les aires de 200 000 à moins de 700 000 habitants,.

### Occupation des sols
L'occupation des sols de la commune, telle qu'elle ressort de la base de données européenne d’occupation biophysique des sols Corine Land Cover (CLC), est marquée par l'importance des territoires agricoles (98,8 % en 2018), une proportion identique à celle de 1990 (98,8 %). La répartition détaillée en 2018 est la suivante : 
terres arables (56,3 %), prairies (40,9 %), zones agricoles hétérogènes (1,6 %), forêts (1,2 %). L'évolution de l’occupation des sols de la commune et de ses infrastructures peut être observée sur les différentes représentations cartographiques du territoire : la carte de Cassini (XVIIIe siècle), la carte d'état-major (1820-1866) et les cartes ou photos aériennes de l'IGN pour la période actuelle (1950 à aujourd'hui).

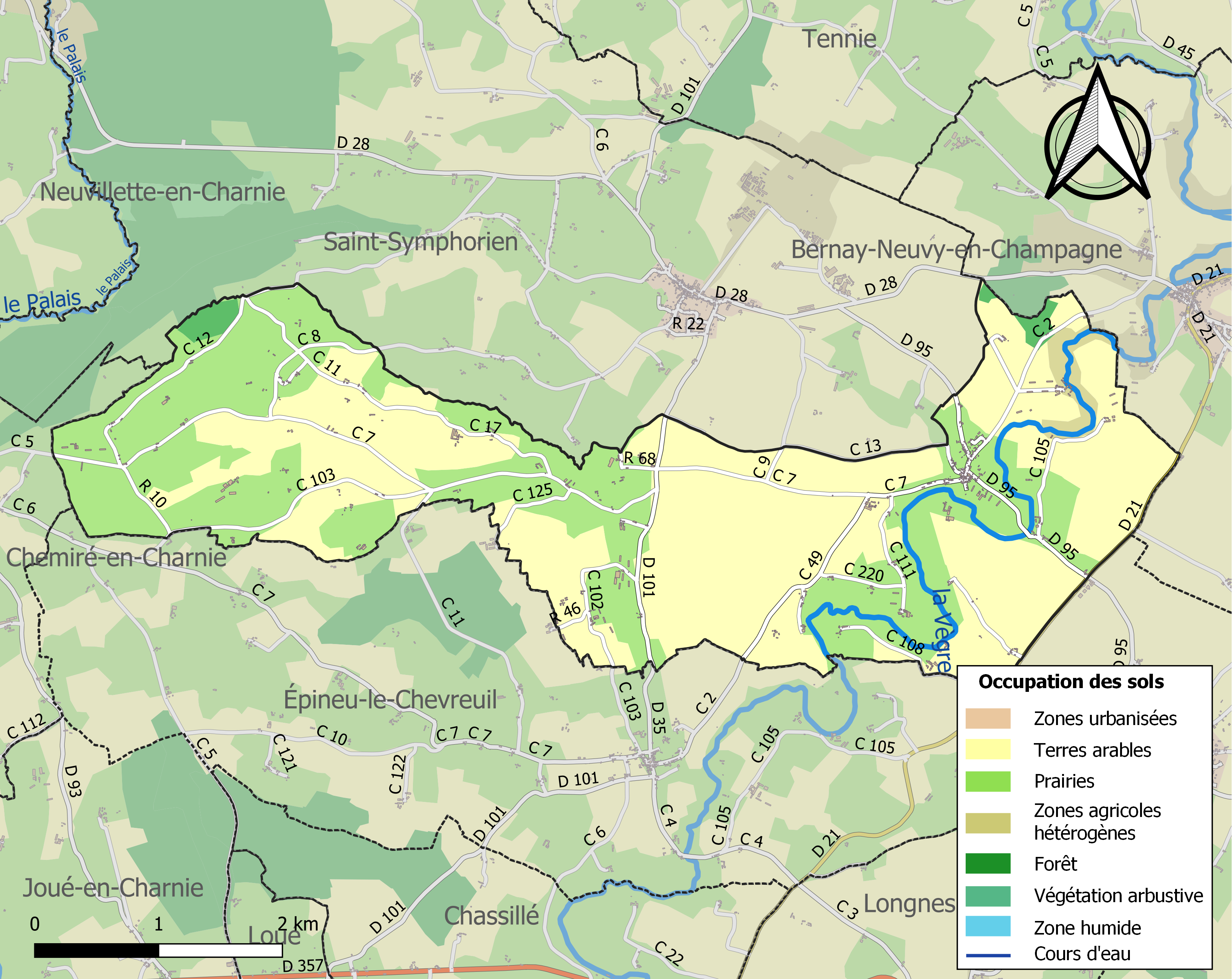
Carte des infrastructures et de l'occupation des sols de la commune en 2018 (CLC).

## Politique et administration

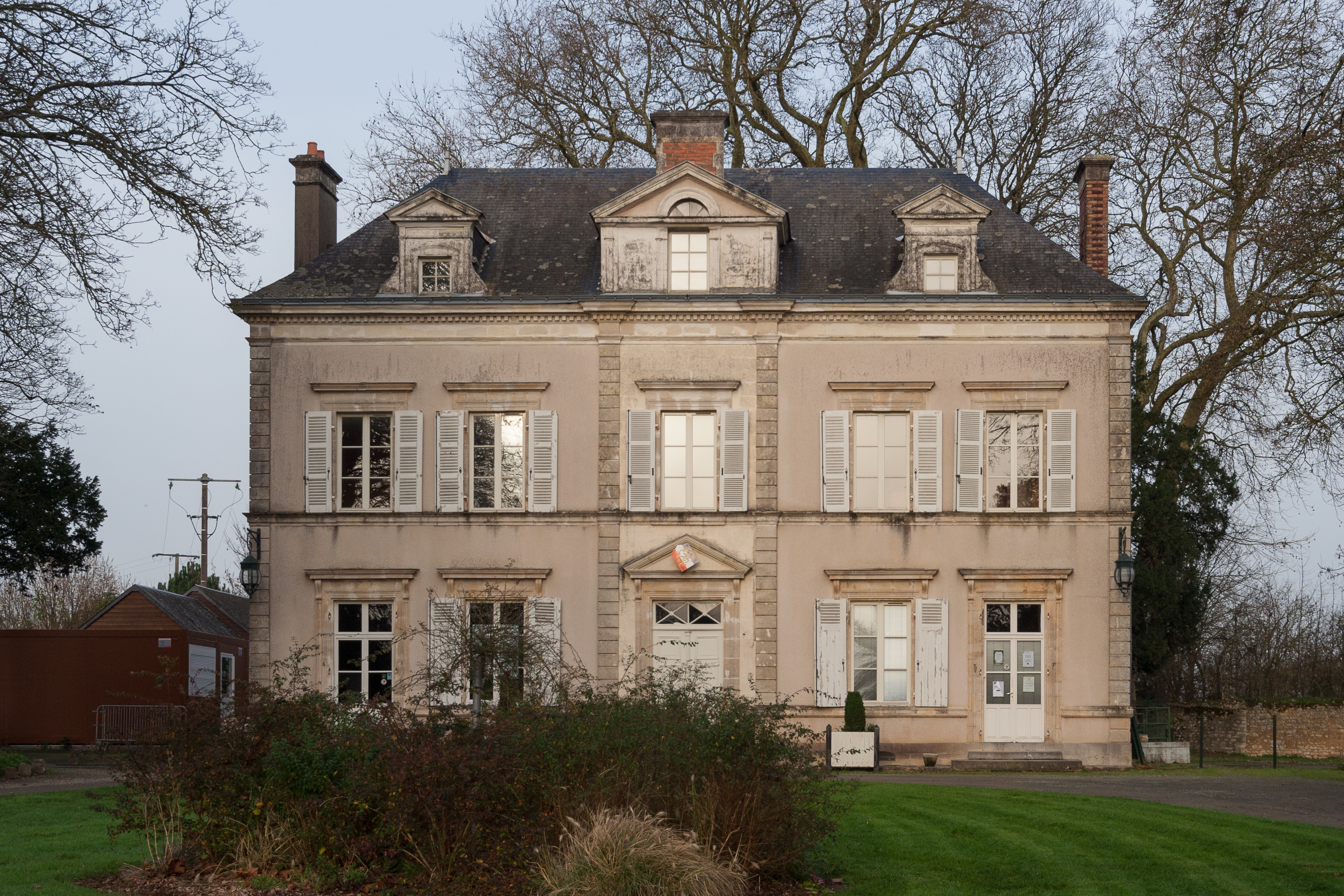
La mairie.

| Période                                  | Période   | Identité         | Étiquette | Qualité                    |
| ---------------------------------------- | --------- | ---------------- | --------- | -------------------------- |
| ?                                        | mars 2001 | Jean-Yves Vovard |           |                            |
| mars 2001                                | mai 2020  | Françoise Lebrun | SE        | Responsable service social |
| mai 2020                                 | En cours  | Thierry Dubois   | SE        | Informaticien aux MMA      |
| Les données manquantes sont à compléter. |           |                  |           |                            |

## Démographie
L'évolution du nombre d'habitants est connue à travers les recensements de la population effectués dans la commune depuis 1793. Pour les communes de moins de 10 000 habitants, une enquête de recensement portant sur toute la population est réalisée tous les cinq ans, les populations de référence des années intermédiaires étant quant à elles estimées par interpolation ou extrapolation. Pour la commune, le premier recensement exhaustif entrant dans le cadre du nouveau dispositif a été réalisé en 2008.
En 2022, la commune comptait 301 habitants, en évolution de −11,21 % par rapport à 2016 (Sarthe : −0,25 %, France hors Mayotte : +2,11 %).
| 1793 | 1800 | 1806  | 1821  | 1831  | 1836  | 1841  | 1846  | 1851  |
| ---- | ---- | ----- | ----- | ----- | ----- | ----- | ----- | ----- |
| 982  | 895  | 1 020 | 1 003 | 1 022 | 1 047 | 1 060 | 1 056 | 1 052 |

| 1856  | 1861  | 1866  | 1872  | 1876  | 1881 | 1886 | 1891 | 1896 |
| ----- | ----- | ----- | ----- | ----- | ---- | ---- | ---- | ---- |
| 1 065 | 1 035 | 1 008 | 1 014 | 1 003 | 845  | 767  | 773  | 739  |

| 1901 | 1906 | 1911 | 1921 | 1926 | 1931 | 1936 | 1946 | 1954 |
| ---- | ---- | ---- | ---- | ---- | ---- | ---- | ---- | ---- |
| 688  | 673  | 641  | 585  | 554  | 534  | 527  | 523  | 467  |

| 1962 | 1968 | 1975 | 1982 | 1990 | 1999 | 2006 | 2008 | 2013 |
| ---- | ---- | ---- | ---- | ---- | ---- | ---- | ---- | ---- |
| 402  | 355  | 327  | 281  | 262  | 289  | 318  | 326  | 346  |

| 2018 | 2022 | - | - | - | - | - | - | - |
| ---- | ---- | - | - | - | - | - | - | - |
| 306  | 301  | - | - | - | - | - | - | - |

## Lieux et monuments

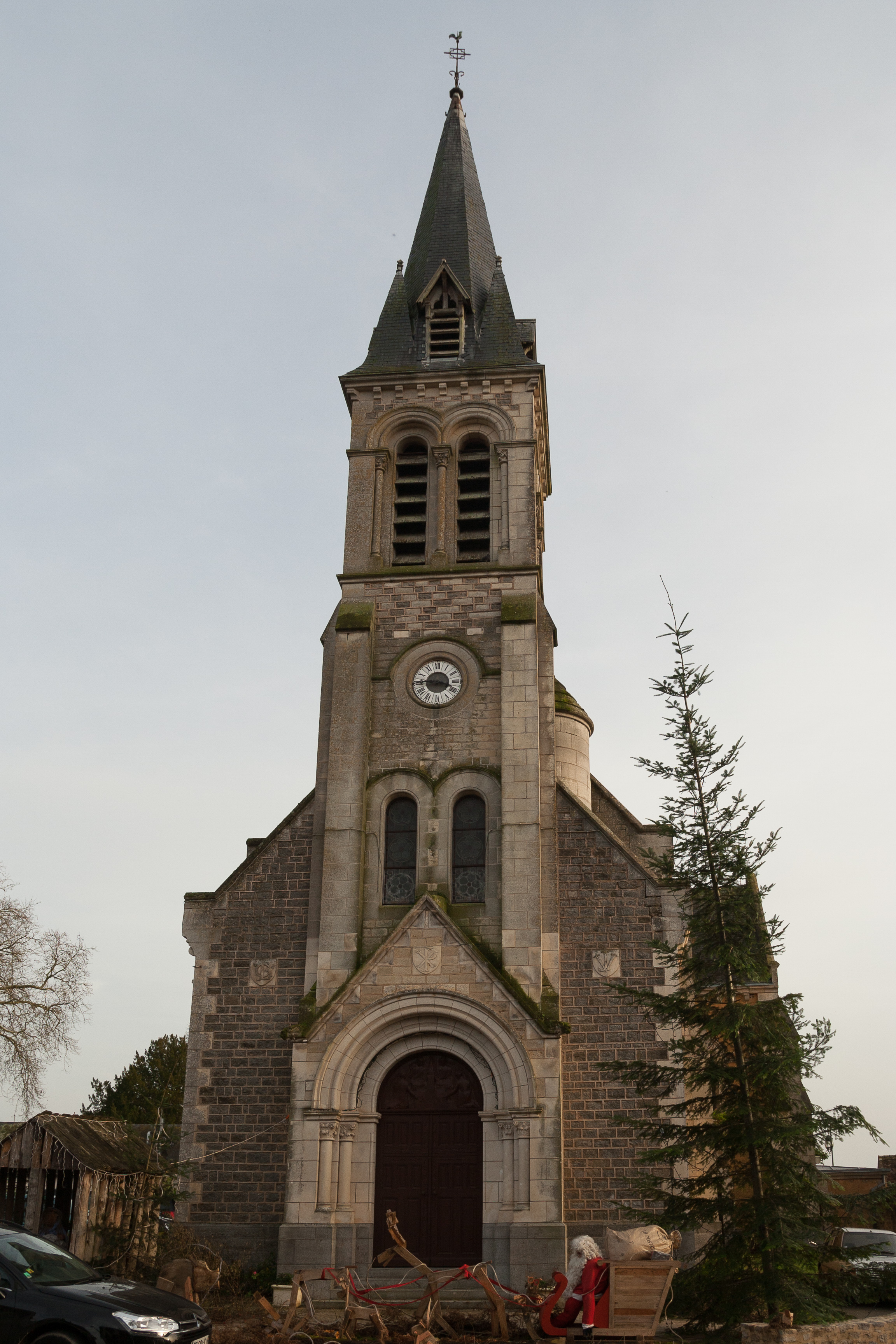
L'église Saint-Nazaire.
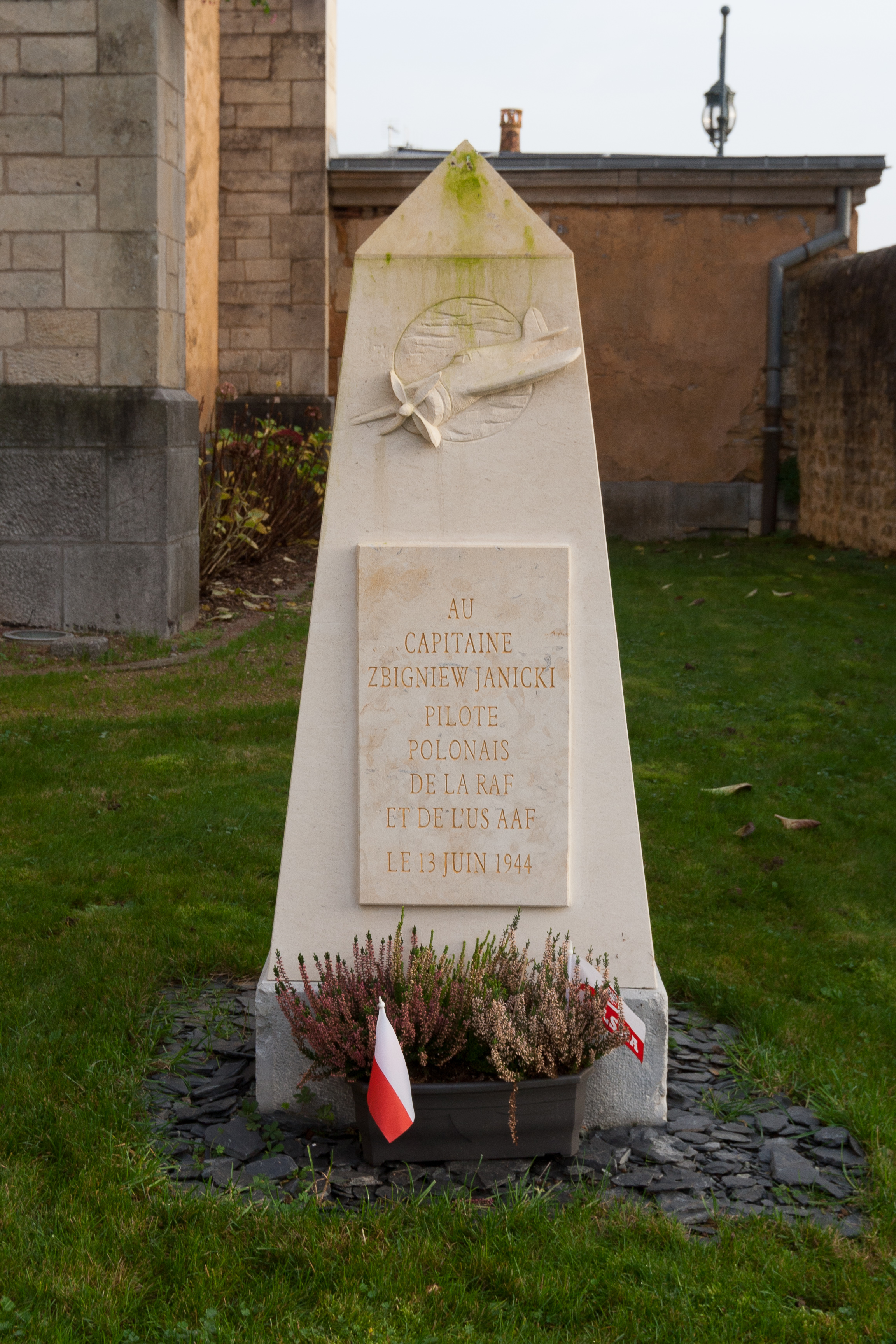
La stèle Zbigniew Janicki.
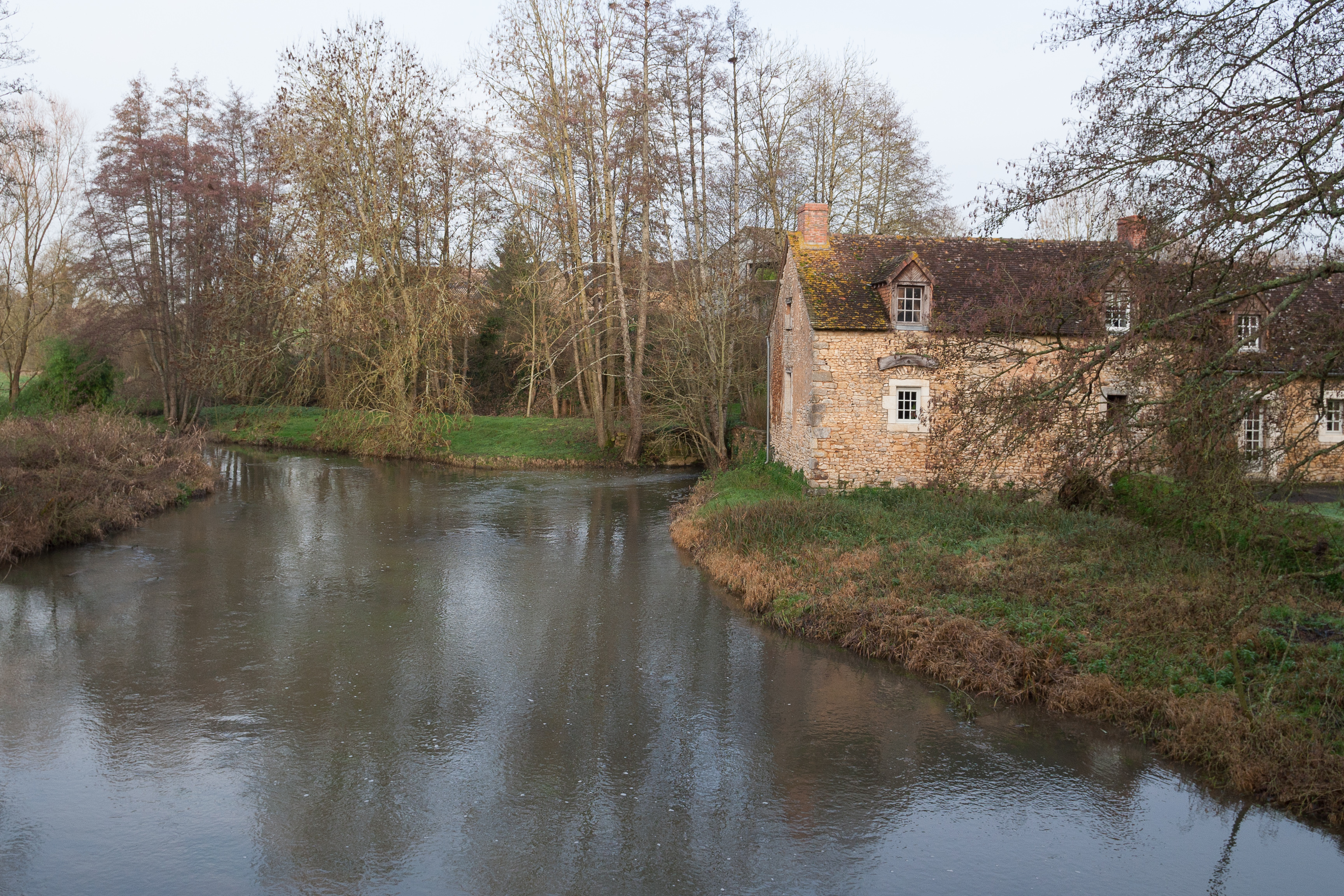
La Vègre en contrebas du bourg.

- Église Saint-Nazaire ;
- Près de l'église, une stèle à la mémoire du pilote polonais Zbigniew Janicki a été inaugurée le 14 juin 2015, 71 ans après le crash de son P47.

## Activité et manifestations
La ferme équestre du Mont Cruchet, disposant de 20 ha, est équipée pour l'hébergement de vingt-cinq enfants et vingt-cinq adultes.

## Personnalités liées
- Mathieu Le Go, né le 29 octobre 1775 à Ruillé en Champagne, fils de Gilles Le Go et d'Anne le Verrier, décédé le 18 avril 1825 à Rennes. Il fut sous prieur de l’abbaye de Sainte Melaine à Rennes, maître des offices à l’abbaye puis vicaire de Sainte Melaine et chanoine de la cathédrale de Rennes (Ille-et-Vilaine) de 1815 à 1825. Il faisait partie des bénédictins chassés de l’abbaye de Sainte Melaine en Bretagne en 1792. Le 14 avril 1792, il est recensé comme faisant partie des prêtres réfractaires et signa le 30 juillet 1792, avec 56 autres ecclésiastiques, un mémoire adressé au directoire du département pour protester contre la délibération qui entravait leur liberté et les empêcher de célébrer la sainte messe. Il fut enfermé en détention à Sainte Melaine. Condamné à la déportation, il s’embarqua à Saint Malo pour l’île de Jersey. Il trouva moyen de rentrer à Rennes et fut recensé en 1795 comme faisant partie des prêtres insermentés du culte catholique[20]. Il vécut caché chez des familles de Rennes. En 1803, il est considéré comme ex-religieux bénédictin et fut recteur de Bazouges-sous-Hédé puis vicaire de Sainte Melaine en 1815 jusqu’à sa mort en juillet 1825[21].